# Viviers-du-Lac
Viviers-du-Lac är en kommun i departementet Savoie i regionen Auvergne-Rhône-Alpes i sydöstra Frankrike. Kommunen ligger i kantonen Aix-les-Bains-Sud som tillhör arrondissementet Chambéry. År 2022 hade Viviers-du-Lac 2 282 invånare.

## Befolkningsutveckling
Antalet invånare i kommunen Viviers-du-Lac
| Referens: INSEE |